# Benedictijner abdij Sankt Johann
De Benedictijner abdij Sankt Johann in Müstair is sinds 1983 een van de Zwitserse werelderfgoederen op de Werelderfgoedlijst van UNESCO.
Het klooster bevindt zich in Müstair in het kanton Graubünden. De kloosterkerk St. Johann of Baselgia San Jon stamt uit de periode van de vroege middeleeuwen.
Er wordt vermeld dat Karel de Grote de abdij en de kerk heeft gesticht, maar waarschijnlijker is het dat de bisschop van Chur als vertrouweling van Karel de Grote deze taak heeft waargenomen. De bebouwing is gesticht in 780. Het klooster werd benedictijns in de 9e eeuw. Oorspronkelijk was het een mannenklooster, maar het werd een vrouwenklooster in 1163.
De middeleeuwse abdis Adelheid is de oudst gekende abdis van deze abdij.
De kloosterkerk staat op de werelderfgoedlijst vanwege criterium III, een uniek of exceptioneel overblijfsel van een verloren gegane beschaving, in het bijzonder door de romaanse fresco's die binnen zijn te bezichtigen. Deze zijn pas in 1951 tevoorschijn gekomen, nadat de laag die vroeger was aangebracht, werd verwijderd. De romaanse fresco's stammen uit 1150 tot 1170 en de Karolingische fresco's uit ongeveer 800. Ze zijn daarmee de belangrijkste schilderwerken uit deze tijd. Ze zijn zelfs iets ouder dan de fresco's Castelseprio en San Salvatore in Brescia.

## Galerij

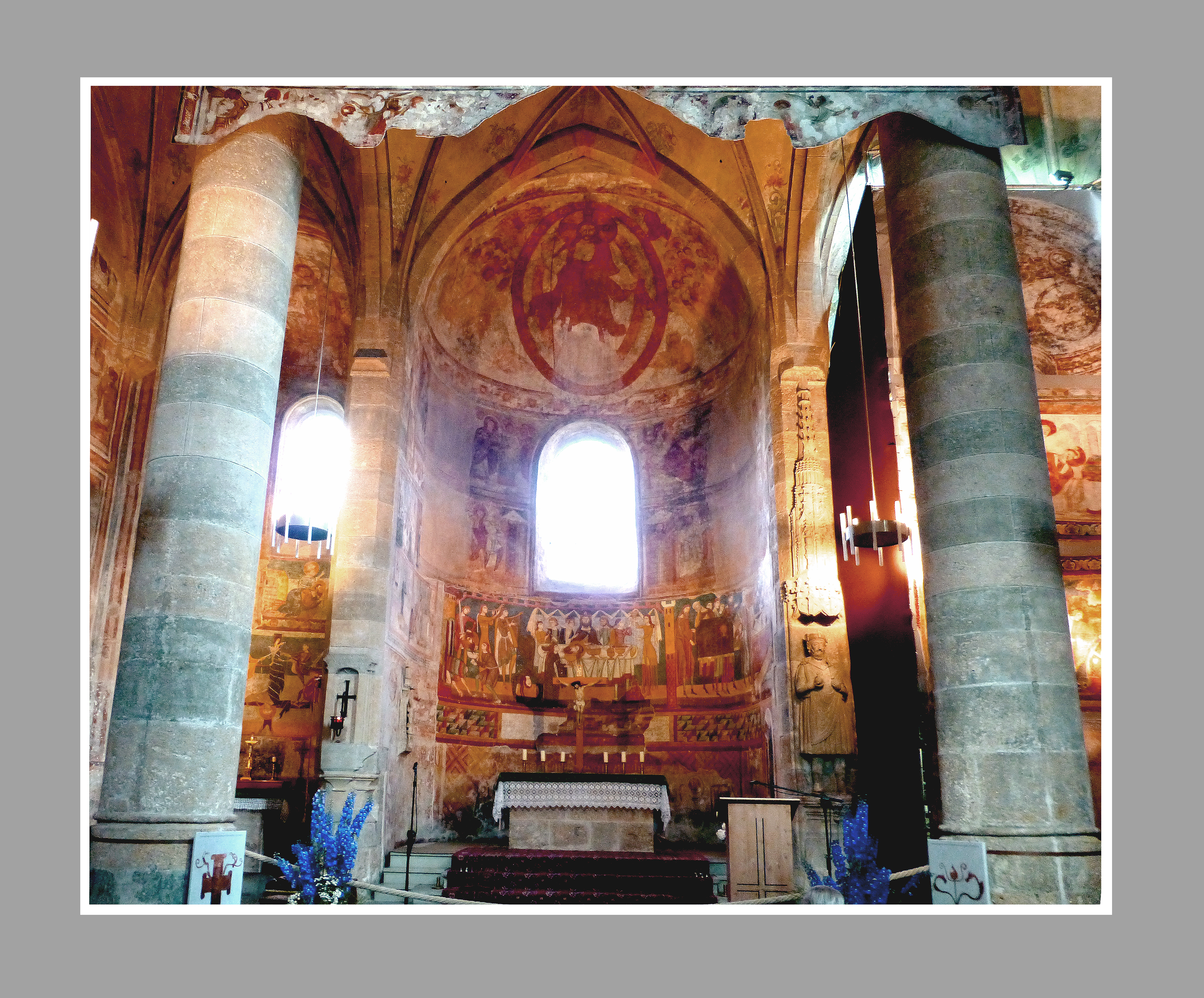
Fresco's
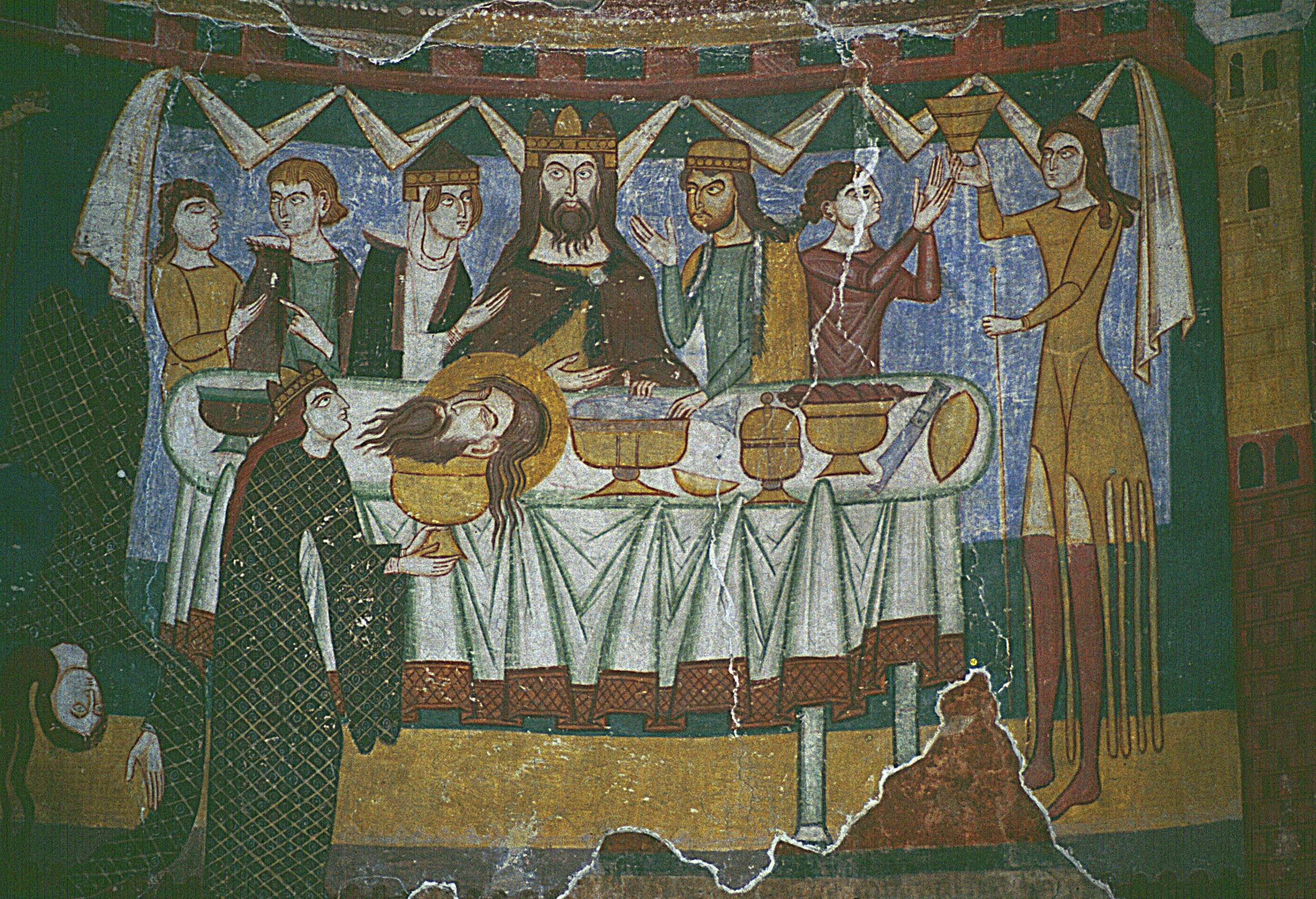
Salome met het hoofd van Johannes de Doper
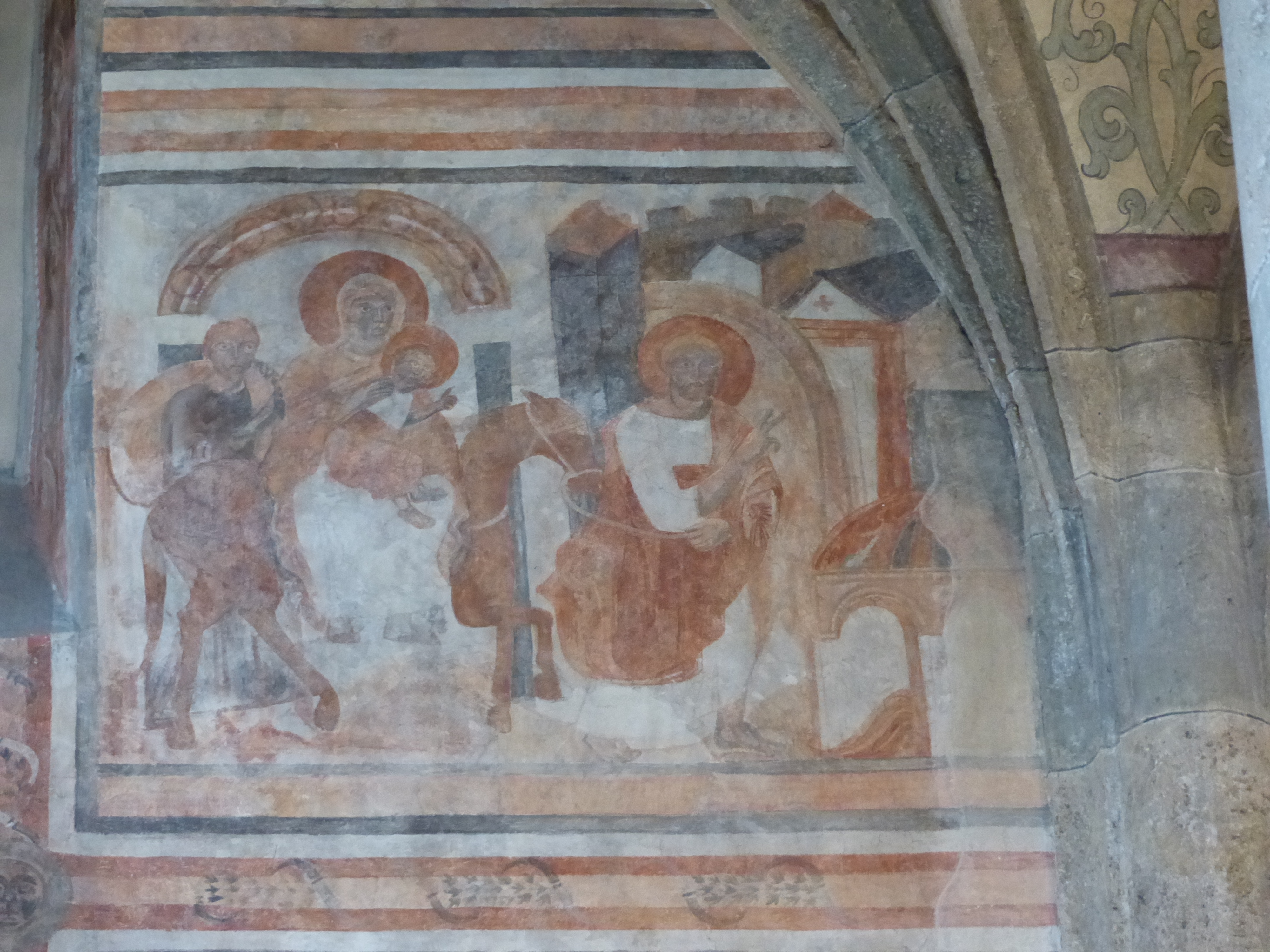
De vlucht naar Egypte
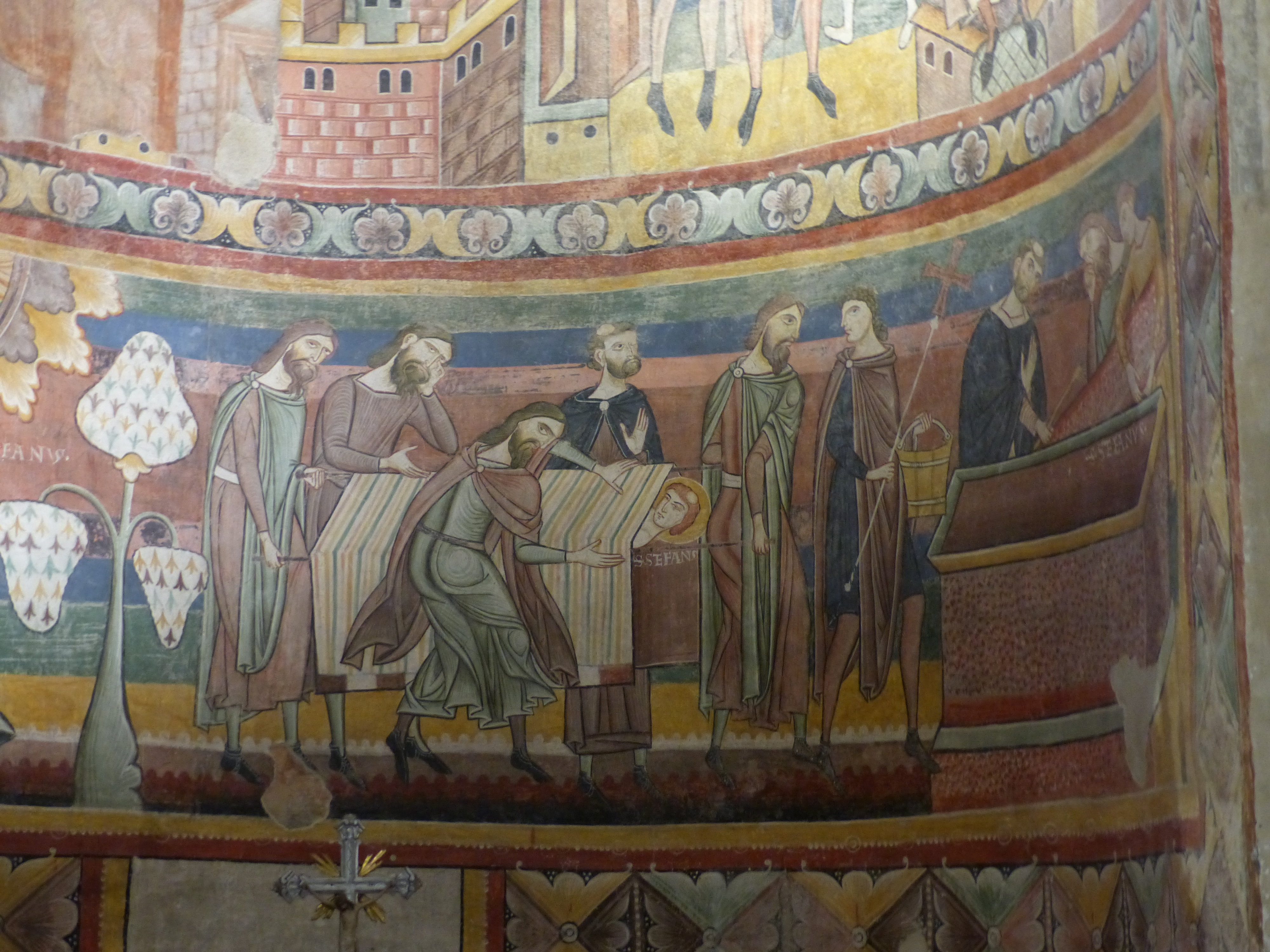
De graflegging van Sint-Stefanus